# Grote schans (Brummen)

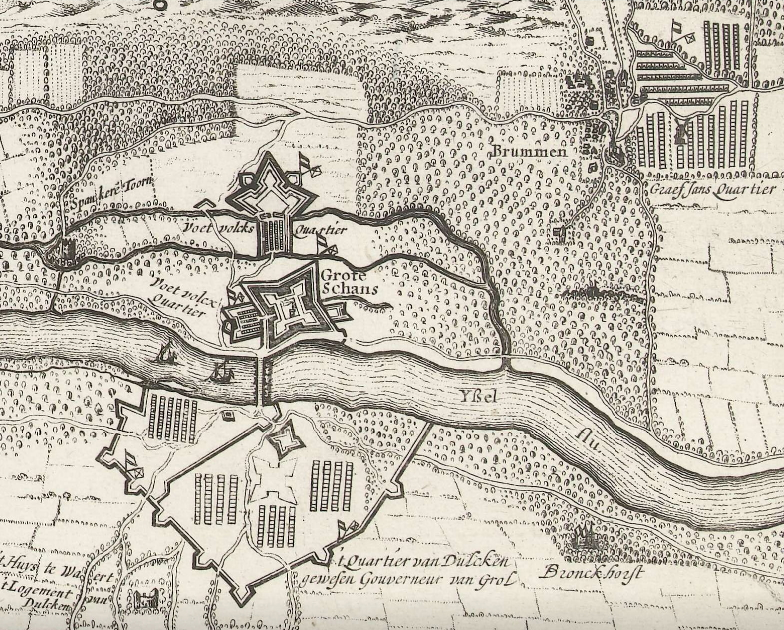
Brummense schans door Nicolaes van Geelkercken in 1629

De Grote schans of Brummense schans was een schans gelegen langs de westelijke oever van de IJssel bij Leuvenheim in het Gelderse Brummen. De schans was onderdeel van een Staatse linie met schansen en forten die langs de gehele linkeroever van de IJssel lag, vanaf IJsseloord bij Arnhem tot aan Kampen. 

## Geschiedenis
Binnen de schans was een wachtpost en onderkomen voor een kleine groep soldaten aanwezig, waardoor de schans feitelijk dienstdeed als fort. Permanent bezette schansen kregen een eigen naam en werden vaak 'fort' genoemd. Graaf Hendrik van den Bergh  nam de schans in tijdens zijn Inval van de Veluwe in 1624 en viel vandaar plunderend het Kwartier van Veluwe binnen. De schans werd nadien door de Staatsen behoorlijk versterkt en uitgebreid tot en met de oostkant van de IJssel ten zuidwesten van Bronkhorst in het Graafschap Zutphen. De uitbreiding aan deze kant werd met een bruggenhoofd aan elkaar verbonden. Voor het laatst speelde deze schans een grote rol tijdens de inval van de Veluwe van 1629. Er werden toen Spaanse troepen onder Jan van Nassau gelegerd in Brummen en Empe om dit bruggenhoofd te verdedigen.

## Tegenwoordig
De wallen van de schans zijn door kleiwinning in het verleden verloren gegaan. Het deel waarop steenfabriek De Schans N.V. heeft gestaan wordt thans gebruikt om inlands eiken te wateren. Het kasteel de Gelderse Toren ligt vlak bij de plaats waar de Grote Schans lag.